# Julia Antonine Girardet
Julia Antonine Girardet, née à Saint-Blaise (Neuchâtel) le 20 septembre 1851 et morte à Paris le 8 mars 1921, est une aquarelliste, romancière et compositrice de musique.

## Biographie
Julia Antonine Girardet est la fille de Paul Girardet, artiste graveur (1821-1893) et de Anna Louise Alexandrine Sandoz (1825-1884). 
Elle épouse en 1878 le peintre Eugène Burnand. Le couple donne naissance à neuf enfants, parmi lesquels les jumeaux David et Daniel.
Elle meurt à Paris à l'âge de 69 ans